# Nerkuppai
Nerkuppai es una ciudad y nagar Panchayat situada en el distrito de Sivaganga en el estado de Tamil Nadu (India). Su población es de 7165 habitantes (2011).

## Demografía
Según el censo de 2011 la población de Nerkuppai era de 7165 habitantes, de los cuales 3623 eran hombres y 3542 eran mujeres. Nerkuppai tiene una tasa media de alfabetización del 71,42%, inferior a la media estatal del 80,09%: la alfabetización masculina es del 81,98%, y la alfabetización femenina del 60,85%.